# Giovanni Rinaldo Coronas
Giovanni Rinaldo Coronas (* 10. April 1919 in Castelvetrano; † 5. Januar 2008 in Rom) war ein italienischer Politiker.

## Leben
Giovanni Rinaldo Coronas arbeitete zunächst für die Polizei in Turin. 1943 wechselte er in die Zivilverwaltung des Innenministeriums. Er war Kabinettschef der Präfekturen Nuoro und Forlì und wurde 1967 zum Präfekten ernannt. Bis 1974 war er stellvertretender Polizeichef. Am 19. Januar 1979 trat er die Position des römischen Polizeichefs an. Er trug wesentlich zu einer Reform der italienischen Polizei bei, die 1981 eingeleitet wurde und Bereiche wie Ausbildung, Finanzverwaltung und Koordinierung der Polizeikräfte bei der Verbrechensbekämpfung betraf. Zum 30. April 1984 legte er das Amt des Polizeichefs nieder, da er die Altersgrenze erreicht hatte. Vom 8. Juni 1995 bis zum 17. Mai 1996 amtierte er unter Lamberto Dini als italienischer Innenminister.
Er wurde mit dem Verdienstorden der Italienischen Republik ausgezeichnet, zunächst 1970 in der Klasse Großoffizier (Grande Ufficiale) und 1977 in der Klasse Großkreuz (Cavaliere di Gran Croce).
Giovanni Rinaldo Coronas starb 2008 in Rom im Alter von 88 Jahren. Er wurde in Siniscola beigesetzt, von wo sein Vater stammte.